# Hayesiana farintaenia
Hayesiana farintaenia là một loài bướm đêm thuộc họ Sphingidae. Loài này có ở phía đông Trung Quốc.